# Bayou de la Saline
Pour les articles homonymes, voir Saline.
Le bayou de la Saline (en anglais : Saline Bayou) est un cours d'eau de la Louisiane aux États-Unis qui se jette dans la Rivière Rouge.

## Géographie
Le bayou de la Saline rend sa source au Nord de la ville d'Arcadia dans la paroisse de la paroisse de Bienville. Elle traverse ensuite la forêt nationale de Kisatchie. Le cours d'eau s'écoule vers le Sud en direction de la Rivière Rouge, traverse la paroisse des Natchitoches et se déverse dans le lac artificiel de la Saline (Saline Lake) situé au nord-est de Natchitoches. Le bayou de la Saline reçoit alors les eaux du lac Noir alimenté par le bayou du lac Noir, avant de rejoindre sa confluence avec la rivière Rouge.

## Faunes
Plusieurs espèces vivent aux abords du bayou de la Saline, le picidae, le vison, la tortue serpentine, plusieurs variétés de serpents et des alligators.
Le bayou de la Saline a reçu le label National Wild and Scenic River.